# Instituto de Nutrición y Tecnología en Alimentos de la Universidad de Chile
El Instituto de Nutrición y Tecnología de los Alimentos Doctor Fernando Mönckeberg Barros (INTA) es un instituto multidisciplinario de la Universidad de Chile, que tiene por objeto contribuir, por medio de la investigación básica y aplicada, a mejorar la calidad de la alimentación  y salud de la población chilena y de Latinoamérica. Su actual director es el Dr. Francisco Pérez Bravo.

## Historia
Sus orígenes se encuentran en el año 1954 con el Laboratorio de Investigaciones Pediátricas dependiente de la Facultad de Medicina de la Universidad de Chile, que era dirigido por el Dr. Fernando Mönckeberg. En 1972, se convirtió en el Departamento de Nutrición, y luego en 1976 pasó a depender de la Vicerrectoría de Asuntos Académicos con el nombre de Instituto de Nutrición y Tecnología de los Alimentos.
En un principio su investigación estuvo centrada en la desnutrición infantil, que constituía un serio problema de salud en el país. En la actualidad entrega apoyo técnico permanente a los organismos del Estado en la definición e implementación de programas de nutrición y alimentación.

## Investigación
El Instituto tiene a su cargo una serie de laboratorios destinados a desarrollar investigación y tecnología aplicadas en relación con nutrición, acondicionamiento físico y tecnología de los alimentos.  Cuenta con un Comité de Ética que realiza un análisis de los estudios en los que participan humanos y un Comité de Bioseguridad.
Posee un Centro de Asistencia Diagnóstica de atención ambulatoria, llamado CEDINTA, que se ocupa de la atención clínica de pacientes portadores de enfermedades asociadas a la nutrición y a través de la Dirección de Asistencia Técnica presta asesoría respecto a las áreas de producción de alimentos, nutrición e inocuidad alimentaria.

## Docencia
Realiza docencia con programas de postgrado y postítulo y cursos de especialización y perfeccionamiento.  entre otros. 

### Doctorados
- Doctorado en Nutrición y Alimentos
- Doctorado en Acuicultura
- Doctorado en Ciencias Silvoagropecuarias y Veterinarias

### Magísteres
- Magíster en Nutrición y Alimentos
- Magíster en Envejecimiento y Calidad de Vida
- Magíster en Ciencias de la Acuicultura

### Programas de especialización
- Programa de especialización de postítulo: Enfermedades crónicas no transmisibles de origen nutricional
- Programa de especialización de postítulo: Citogenética Clínica
- Programa de especialización de postítulo: Alimentación y nutrición para el desarrollo, gestión y acción a nivel local

### Programas de educación continua
Ofrece diplomados y cursos bajo las modalidades presencial, a distancia o semipresencial. 

## Directores[12]
- Dr. Fernando Mönckeberg Barros (1976-1994)
- Dr. Ricardo Uauy Dagach-Imbarack (1994-2002)
- Dr. Fernando Vio del Río (2002-2010)
- Dra. Magdalena Araya Quezada (2010-2014)
- Prof. Verónica Cornejo Espinoza (2014-2018)
- Dr. Francisco Pérez Bravos (2018-presente)